# باب بردعين
باب بردعين هو بوابة تاريخية ضخمة تقع وسط المدينة القديمة لمكناس في المغرب.

## التاريخ
يعود تاريخ بناء باب بردعين إلى القرن السابع عشر خلال عهد السلطان العلوي مولاي إسماعيل الذي حكم المغرب من عام 1672 وحتى عام 1727، واتخذ من مدينة مكناس عاصمة لحكمه، فحصنها وأنشأ فيها مجمع قصر إمبراطوري جديد إلى جهة الجنوب الشرقي من المدينة، واكتمل بناء البوابة عام 1695 بحسب ما أورده المؤرخ المغربي ابن زيدان، على الرغم من أن بعض المصادر التاريخية ترجع تاريخ الانتهاء من باب بردعين في عام 1687، وتفيد مصادر تاريخية ثالثة إلى اكتمال بناء البوابة في 1720. أخذت البوابة اسمها من مصنعي السرج الذين سكنوا الساحة المقابلة للباب. وفي نفس الفترة تقريبًا، اكتمل بناء مسجد باب بردعين في موقع قريب من البوابة، والذي سمي على اسم البوابة في عام 1709. كان لبوابة باب بردعين أهمية كبيرة تاريخيًا بالنسبة للمدينة، فقد كانت بمثابة نقطة الاتصال وممر التجارة مع شمال البلاد. بنى مولاي إسماعيل كذلك نافورة عامة بالقرب من البوابة.

## هندسة معمارية

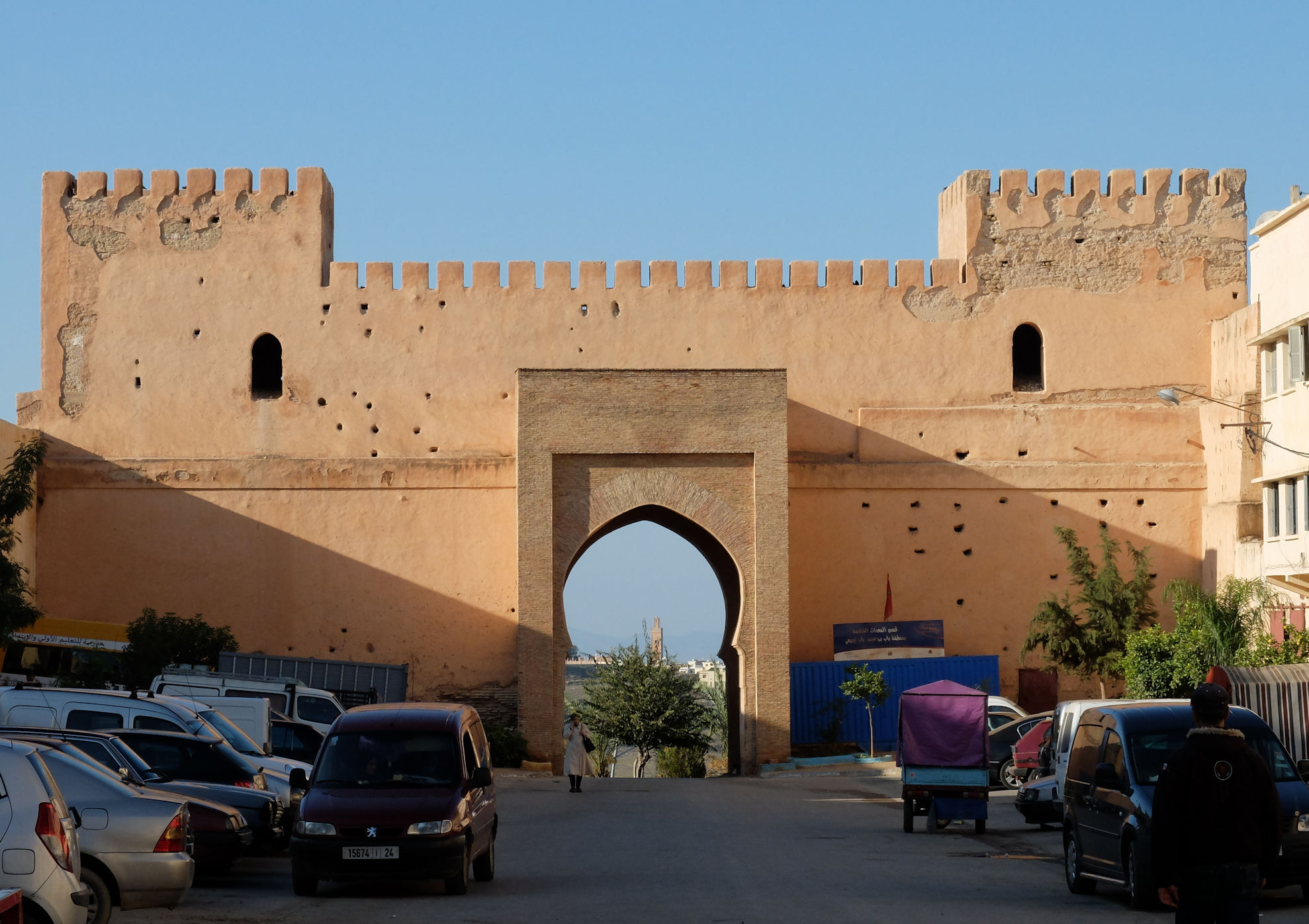
الواجهة الداخلية لباب بردعين في مكناس

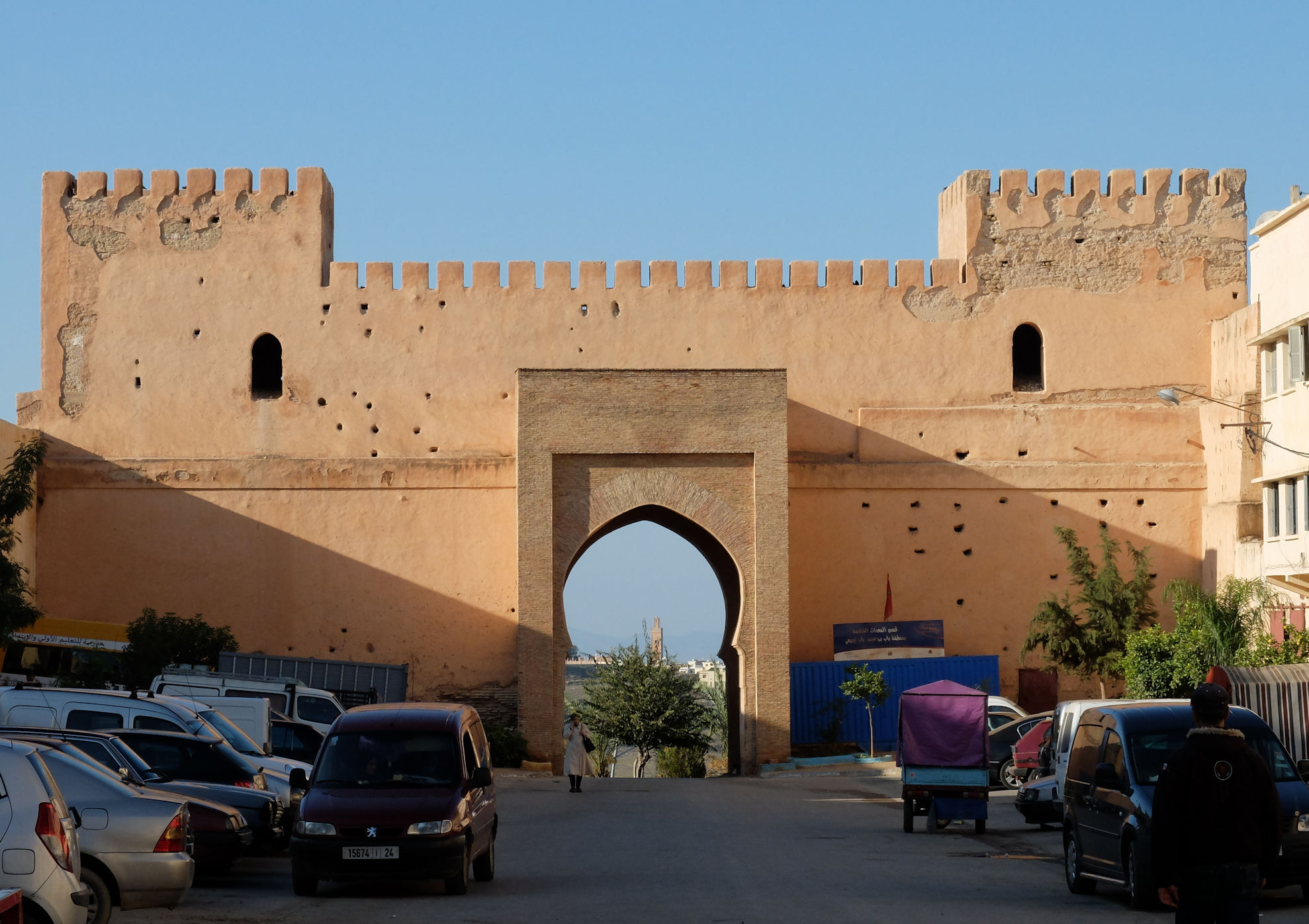
الزخارف التي تزين الواجهة الخارجية لباب بردعين

تعد بوابة باب بردعين واحدة من أكثر البوابات إثارة للإعجاب في مدينة مكناس، وتتشابه في تصميمها المعماري تشابهًا قويًا مع باب الخميس الذي يقع إلى جهة الجنوب الغربي منها ويعود تاريخ تشييده إلى نفس الحقبة الزمنية. تتميز البوابة بممر مستقيم بسيط (على عكس المداخل المنعطفة التي ميزت البوابات المغربية في العصور الوسطى) يفتح من خلال قوس على شكل حدوة حصان ويحيط به برجان كبيران مربعان. وعلى الجانب الداخلي للبوابة، يبرز ممر العبور إلى الخارج من السور المحيط بها. ومثلها في ذلك مثل باب الخميس، يقع قوس بوابة باب بردعين داخل مساحة مربعة مغطاة بالزخارف يبلغ طولها 11 مترًا (36 قدمًا) من كل جانب، وتمتلئ أعمدة القوس ببلاط مطلي بزخارف نباتية عربية إلى جانب شكلان يشبهان الماندورلا داخل إطار أو إفريز شبه مستطيل مملوء بالزخارف الشبكية التي يتخللها بلاط الزليج.كما يمتد إفريز أفقي مصمم بنمط هندسي مملوء بالمزيد من بلاط الزليج. ويحد المساحة المزخرفة من اليسار واليمين عمودان يعلوهما كونسول، وفوق كل هذا يوجد إفريز من الشرفات تتخذ شكل أسنان المنشار. تهيمن البوابة بشكلها الضخم على شمال المدينة ويُبرز برجان كثيفان مرتبان على كل جانب المظهر الرائع للمبنى إلا أن الزخرفة الخزفية الرقيقة فوق القوس تخفف من حدته.

## معرض الصور

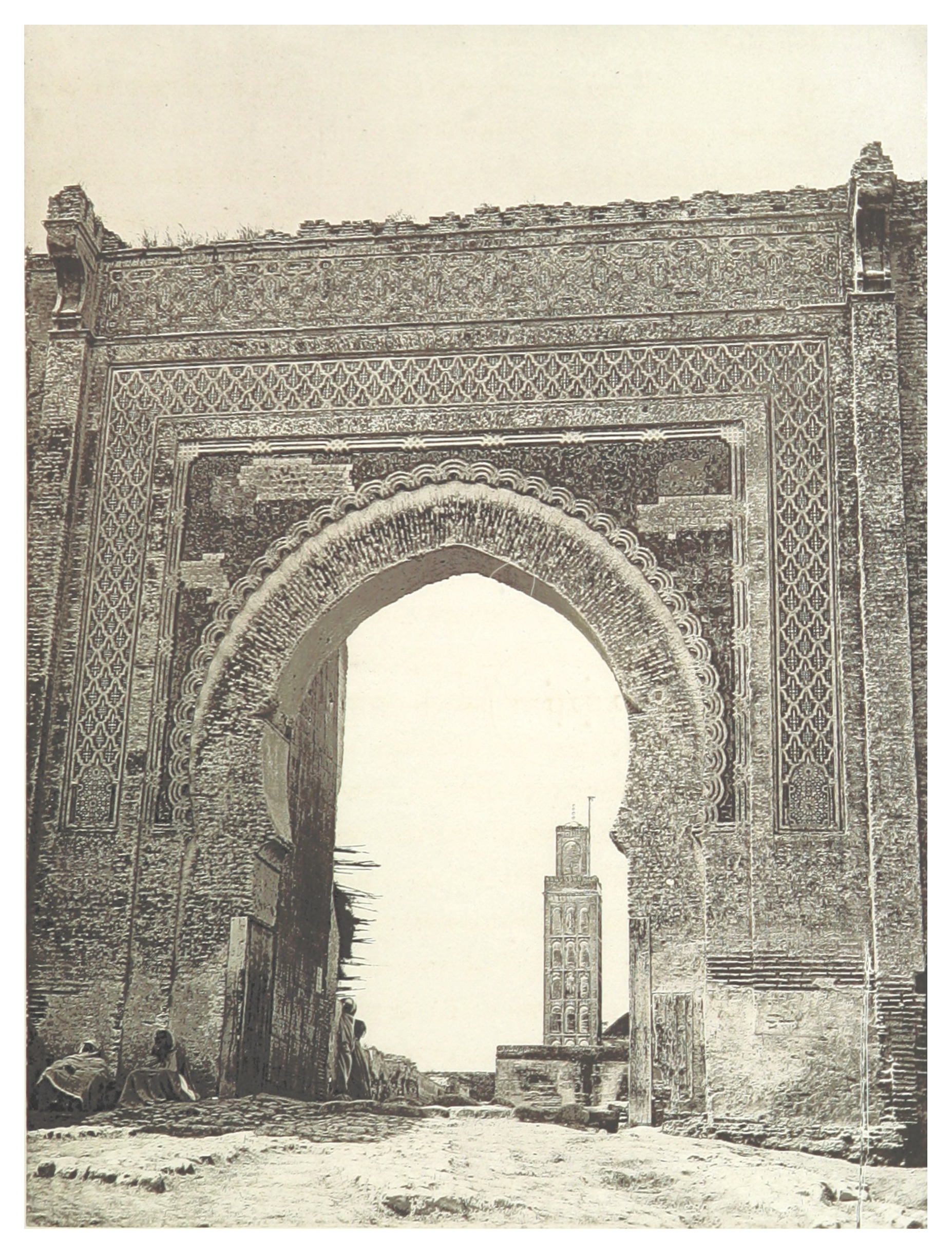
الباب سنة 1881.
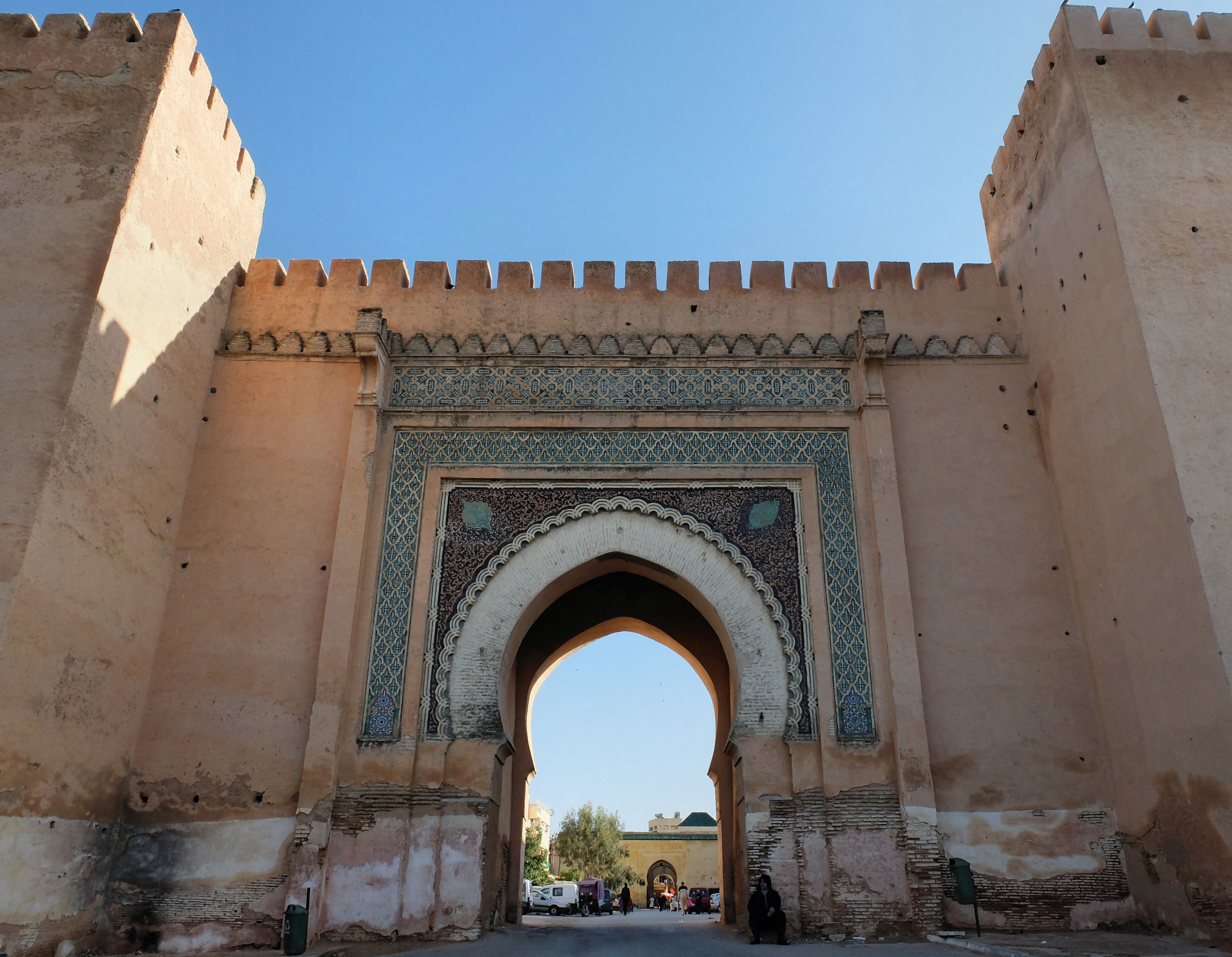
البوابة الشمالية لمدينة مكناس.